# مريم بن شعبان
مريم بن شعبان ممثلة تونسية درست المسرح في باريس. طليقة الممثل بلال الباجي. انطلقت من مسلسل كاستينغ في سنة 2010. في 2012 قدمت دور مهم في مسلسل مكتوب ج 3. في 2013 شاركت كممثلة ومديرة الكاستينغ في مسلسل ليام وحازت على جائزة أفضل ممثلة من استفتاء كبير لمجلة سيدتي العربية، في 2014 شاركت في الفيلم القصير "قبالة البحر".
في رمضان 2017 قامت بأداء دور البطولة في مسلسل "فلاش باك" على قناة التاسعة مع الممثل لطفي العبدلي.

## سيرة
ولدت مريم بن شعبان في 30 يوليو 1983، في عام 2007، تخرجت من جامعة باريس 3 - السوربون الجديدة في تخصص الفنون المسرحية. قامت الممثلة أيضا بتدريبات في الرقص والغناء، وقد أدارت أيضا بعض الورشات المسرحية.
في عام 2010، تم اكتشاف مريم من قبل الجمهور التونسي في دورها لشخصية درة مناور في المسلسل التونسي كاستينغ. وفي عام 2012، عادت بقوة بدورها في سلسلة مكتوب.
في عام 2016، قامت ببطولة سلسلتين تم بثهما خلال شهر رمضان، أولاد مفيدة و فلاش باك، كما ظهرت الممثلة في فيلم وه! للمخرجة التونسية اسمهان لحمر.
في عام 2019، لعبت مريم بن شعبان دورًا رائدًا في المسلسل التلفزيوني التونسي مشاعر للمخرج التركي محمد جوك، كما تقبست الممثلة دور مريم «امرأة محاربة مصابة بالسرطان في الدماغ ولم يتبقى لها سوى بضعة أيام لتعيش». حقق المسلسل نجاحًا هائلاً في المنطقة المغاربية خلال شهر رمضان 2019، وقد حظي دورها بإعجاب الجمهور التونسي والمغاربي.

## أعمالها

### أفلام
- 2014 : قبالة البحر [9]
- 2016 : وه!

### مسلسلات
- 2010 : كاستينغ [4]
- 2012 : مكتوب (الجزء الثالث) [4]
- 2013 : ليام [10]
- 2016 : أولاد مفيدة (الجزء الثاني)
- 2016-2017 : فلاش باك
- 2019 : مشاعر

## انظر
- لمياء العمري
- ماري جاين ألفيرو
- ليندا بيطار
- داليا السعدني
- أماني الوشاحي